# Carline Brouwer
Carline Brouwer (Hilversum, 8 februari 1960) is een Nederlands musicalregisseur en voormalig actrice. Voor haar regie van de musical The Bodyguard werd ze in 2016 genomineerd voor een Musical Award in de categorie Beste regie/choreografie.
Carline Brouwer is een dochter van Kitty Knappert waarmee ze opgroeide in een huis met veel televisiesterren. Ze studeerde onder meer aan een kleinkunstacademie, de Nel Roos Balletacademie en vier jaar aan de Toneelacademie Maastricht. In die laatste studeerde ze af in 1982.
Brouwer begon haar carrière als een actrice. Ze speelde rollen, eerst verbonden aan de Haagse Comedie, later in tientallen theaterproducties van de Toneelgroep De Appel.
Van 1985 tot 1987 had ze op televisie een terugkerende rol als Map in Zeg 'ns Aaa. In 1990 vertolkte ze het karakter van Alice ter Mors in de serie De Brug.
Daarnaast had ze ook rollen in Kanaal 13, De Weg, Mensen zoals jij en ik, Drie recht, één averecht, Steil achterover en Spangen.
Sinds 2002 is Brouwer werkzaam voor Stage Entertainment. Eerst als casting director en later als regisseur. Musicals die ze regisseerde waren onder meer High School Musical en Love Me Tender, beide uit 2009, Sister Act uit 2013, Moeder, ik wil bij de Revue uit 2014, The Bodyguard uit 2015 en de nieuwe versie van Hair uit 2016. Voor de musical Anastasia is Brouwer de uitvoerend regisseur. dat betekent dat ze deze show in meerdere landen opstart.
Als jurylid was ze aanwezig in televisieformats als Wie wordt Tarzan? en Op zoek naar Evita. Voor Jesus Christ Superstar uit 2005 verzorgde ze de casting, voor "Aan het einde van de regenboog" uit 2007 de artistieke supervisie.
In 2019 mocht ze de rol van zichzelf spelen in seizoen 1 van De Eindmusical
- Nederlandse Thesaurus van Auteursnamen: 333502892
- Virtual International Authority File: 287620557
- WorldCat: E39PBJvCQWYPjQjqM6q4gpwgrq